# Filippo Bergamaschi
Filippo Bergamaschi (Treviglio, 16 juli 1991) is een Italiaans golfprofessional.

## Amateur
Vanaf 2008 speelde Bergamaschi toernooien voor de wereldranglijst. In 2010 was hij de beste amateur bij het NK strokeplay en werd hij 2de bij het Turks Amateur. Aan het einde van zijn amateurscarrière had hij handicap +4. Hij was lid van de Golf Club Villa Paradiso. 

### Gewonnen
- 2009: Palla D'Oro Memorial Silva (par), Giochi Del Mediterraneo (-15)

## Professional
Bergamaschi werd in 2012 professional en haalde op de Tourschool een tourkaart voor de Europese Challenge Tour vanaf 2013.

Zijn beste resultaten waren een tweede plaats in het Kärnten Golf Open in 2013 en een derde in hetzelfde toernooi van 2014. 